# Mihăița
Mihăița – wieś w Rumunii, w okręgu Dolj, w gminie Coțofenii din Dos. W 2011 roku liczyła 776 mieszkańców.